# Zona Urbana Ejido Isla Mujeres
Zona Urbana Ejido Isla Mujeres är en ort i Mexiko.   Den ligger i kommunen Isla Mujeres och delstaten Quintana Roo, i den östra delen av landet, 1 300 km öster om huvudstaden Mexico City. Zona Urbana Ejido Isla Mujeres ligger 7 meter över havet och antalet invånare är 2 653.
Terrängen runt Zona Urbana Ejido Isla Mujeres är mycket platt. Runt Zona Urbana Ejido Isla Mujeres är det tätbefolkat, med 319 invånare per kvadratkilometer. Närmaste större samhälle är Cancún, 5,6 km söder om Zona Urbana Ejido Isla Mujeres. Trakten runt Zona Urbana Ejido Isla Mujeres består till största delen av jordbruksmark.